# Feldflieger-Abteilung 65
Feldflieger-Abteilung Nr. 65 – FFA 65 (Polowy oddział lotniczy nr 65) – jednostka obserwacyjna i rozpoznawcza lotnictwa niemieckiego Luftstreitkräfte z początkowego okresu I wojny światowej.

## Informacje ogólne
Jednostka została utworzona na początku I wojny światowej, w dniu 13 maja 1915 roku z Festungsfliegerabteilung 2 i weszła w skład większej jednostki Batalionu Lotniczego nr 4. Jednostka uczestniczyła w walkach na froncie zachodnim. 
29 listopada 1916 roku jednostka została przeformowana i zmieniona w Fliegerabteilung 280 (Artillerie) - (FA A 280).
W jednostce służył m.in. Walter Blume.